# Guggisberg
Guggisberg és un municipi del cantó de Berna (Suïssa), situat al districte de Schwarzenburg.